# アンドロメダ座シグマ星
アンドロメダ座σ星（アンドロメダざシグマせい、σ Andromedae、σ And）は、アンドロメダ座の恒星である。見かけの等級は4.52と、肉眼でみることができる明るさである。年周視差を基に太陽からの距離を計算すると、約140光年である。アンドロメダ座σ星は連星と考えられ、周囲には残骸円盤も検出されている。

## 位置・名称
アンドロメダ銀河の南西5度くらいのところに、3つの5等星からなる小さな三角形がみえ、僅かな差ではあるがその中で最も明るくみえるのが、アンドロメダ座σ星で、あとの2つはアンドロメダ座θ星、アンドロメダ座ρ星である。外見上もよく似た3つの恒星だが、太陽からの距離はそれぞれ異なり、物理的な関係はない。
この3つの恒星は中国では、厩あるいは厩の世話をする官吏を意味する天廄（拼音: Tiān Jiù）という星官を形成する。アンドロメダ座σ星自身は、天廄三（拼音: Tiān Jiù sān）つまり天厩の3番星として知られる。

## 特徴
| 太陽 | アンドロメダ座σ星 |
| ---- | ----------------- |
| 太陽 | Exoplanet         |

アンドロメダ座σ星はA型主系列星で、スペクトル型はA2 Vに分類される。表面の有効温度はおよそ8700 Kで、光度は太陽の22倍程度、半径は太陽の2倍程度となる。質量も太陽の2倍程度と推定され、年齢はおよそ4億年と考えられる。壮年期のA型星らしく自転はかなり高速で、自転速度は110 km/s以上と見積もられる。アンドロメダ座σ星は、おおぐま座運動星団の一員である可能性もあるとされる。

### 伴星
アンドロメダ座σ星は、以前は単独星だと考えられていたが、補償光学を用いて近傍のA型星に新たな連星を探す大規模な掃天観測によって、南東に7秒離れた位置に暗い「伴星」が検出された。固有運動が共通しているため、アンドロメダ座σ星はこの暗い恒星（アンドロメダ座σ星B）と連星をなすものと考えられる。伴星は、連星間距離が272 au以上であり、質量は太陽の7分の1程度しかなく、軌道周期はおよそ110万日（3000年以上）に及ぶと予想される。

### 残骸円盤
アンドロメダ座σ星からは、スピッツァー宇宙望遠鏡によって赤外超過が検出されており、残骸円盤に囲まれていると考えられる。残骸円盤は、塵粒子の黒体放射を仮定すると、温かい塵と冷たい塵の2成分を考えた方が、赤外超過のスペクトルエネルギー分布をうまく説明でき、温かい塵は温度が193 Kで、中心星から半径12 auあたりに、冷たい塵は温度が68 Kで、中心星から半径111 auあたりに分布し、塵の質量は月質量の0.8パーセント程度、残骸円盤の半径は最大で190 au以内とみられる。

### 変光星
アンドロメダ座σ星は、輝星星表のハーヴァード改訂版が出て間もなく、その検証の中でデンマークの天文学者ラウによって変光が指摘された。ラウは、最も明るいときが4.1等、最も暗いときが4.6等で、短周期で変光すること座β星に似た天体としたが、これに追随する観測はなく、変光星総合カタログでは新しい変光星候補にとどまる。輝星星表では、変光星であるとすれば変光範囲は4.49等から4.55等で、種類とすればたて座δ型ではないか、と補足している。